# Tux Paint
Tux Paint – darmowy oparty na licencji GNU GPL program do rysowania przeznaczony dla dzieci. Program został zbudowany w 2002 roku przez Billa Kendricka. Głównym powodem napisania programu była rozmowa autora z przyjacielem, który zwrócił mu uwagę na to, iż w Debianie nie ma programu do rysowania, z którego mogłyby korzystać jego dzieci (Gimp bowiem jest zbyt skomplikowany).
Obecnie program jest rozwijany przez społeczność wolontariuszy z różnych stron świata, w ramach projektu koordynowanego przez Billa Kendricka.

## Opis programu
Tux Paint jest prostym edytorem, wyposażonym w podstawowe narzędzia graficzne:
- pędzle;
- linie;
- kształty;
- tekst;

oraz:
- pieczątki;
- narzędzie „magiczne”.

Do każdego narzędzia przypisany jest dźwięk, co sprawia, że malowanie staje się zabawą. Pieczątki pozwalają na dodawanie regularnych kształtów, bez tworzenia warstw, a możliwość zmiany ich wielkości uczy perspektywy. Namalowany obraz można wydrukować, bądź zapisać do późniejszej edycji.

## Zabezpieczenia
Tux Paint wyposażony jest w mechanizm pozwalający rodzicom zostawić dziecko same przy komputerze. Można ograniczyć ruchy myszki tylko do okna programu lub wymusić tryb pełnoekranowy oraz wyłączyć możliwość wyjścia z programu za pomocą przycisku „zakończ”. Konkretne opcje można zmieniać w pliku konfiguracyjnym lub za pomocą programu Tux Paint Config.

## Nagrody i wyróżnienia
Tux Paint był wielokrotnie nagradzany, m.in. przez czytelników LINUX Journal (2011), jako najlepszy przyjazny dzieciom program komputerowy.